# Cephalocassis jatia
Cephalocassis jatia es una especie de pez de la familia Ariidae en el orden de los Siluriformes.

## Hábitat
Es un pez bentopelágico y de clima tropical.

## Distribución geográfica
Se encuentran en Asia: la India, Bangladés y Birmania.